# Yoshizawa Ayame I
Yoshizawa Ayame I est un nom japonais traditionnel ; le nom de famille (ou le nom d'école), Yoshizawa, précède donc le prénom (ou le nom d'artiste).
Yoshizawa Ayame I (初代 吉沢 菖蒲), né en 1673 - mort le 15 juillet 1729, est un acteur japonais du genre théâtral kabuki et l'onnagata (spécialiste des rôles féminins) le plus célèbre de son époque. Ses pensées sur le jeu d'acteur, et sur le jeu des onnagata en particulier, sont recueillies dans Ayamegusa (菖蒲草), « Paroles d'Ayame »), section du fameux traité sur le jeu d'acteur du genre kabuki, Yakusha Rongo (役者論語), les Analectes d'acteurs).
A.C. Scott écrit : « Yoshizawa Ayame I était considéré comme le plus grand onnogata ou travesti de son temps et un artiste compétent qui a développé la technique unique qui a servi de modèle aux acteurs qui lui ont succédé. Ses idées et secrets ont été écrits dans un livre intitulé Ayamegusa, par la suite considéré comme la Bible du travesti ».
Ayame est connu pour recommander que les onnagata se comportent comme des femmes dans toutes leurs interactions, à la fois sur scène et en dehors. Dans Ayamegusa, il est cité comme disant que « si [un acteur] ne vit pas sa vie normale comme s'il était une femme, il ne lui sera pas possible d'être appelé un habile onnagata ». Suivant ses propres recommandations, Ayame cultive sa féminité dans toute sa vie hors de la scène et est souvent traité comme une femme par ses collègues acteurs. Son mentor, Arashi San'emon et d'autres l'ont salué à de nombreuses reprises pour son dévouement à son art.

## Noms
Bien que le plus souvent connu sous le nom Ayame, Yoshizawa prend les noms de scène Yoshizawa Kikunojō lors d'un bref passage à Edo (moderne Tokyo) et Yoshizawa Gonshichi lorsqu'il se produit en tachiyaku (rôles masculins). Il emploie également le nom Gonshichi comme surnom (替名) utilisé pour patronner un bordel ou un restaurant. Son haimyō (俳名), (nom de poésie) est Shunsui et son nom de guilde (家名) Tachibanaya d'après son mentor Tachibana Gorozaemon.

## Lignée
Ayame a quatre fils qui suivent les pas de leur père : Yoshizawa Ayame II, Yoshizawa Ayame III, Yamashita Matatarō I et Nakamura Tomijurō I. Yoshizawa Ayame V et Yoshizawa Matatarō II sont ses petits-fils et Yoshizawa Iroha II son arrière-petit-fils.
Ayame a également un certain nombre d'élèves dont Yoshizawa Sengiku, Yoshizawa Takegorō et Yoshizawa Tamazuma.

## Carrière
Ayame naît à Kyoto où il est un prostitué avant de se lancer dans le monde plus recommandable du théâtre. Tachibana Gorozaemon, un samouraï de la province de Tamba, devient son protecteur et s'arrange pour lui trouver une place d'apprenti d'abord auprès du joueur de shamisen Mizushima Shirobei dans la troupe de l'acteur Arashi San'emon I, et plus tard auprès de San'emon lui-même.
Formé au shamisen et au kabuki, Ayame, connu sous le nom Ayanosuke dans son enfance, cherche à apprendre à chanter ainsi qu'à jouer le nô, espérant prendre des leçons de Tachibana mais celui-ci refuse. Son protecteur insiste pour qu'il se consacre à l'apprentissage qui lui permettra de devenir un onnagata et ne lui permet pas l'étude du nô ou autres disciplines qui corrompraient son style de chant, de danse et de jeu. Durant ses premières années sur scène, Yoshizawa est souvent comparé à, et éclipsé par, Yoshida Ayame, autre acteur onnagata. Il est cependant rapporté qu'une fois que Yoshida a commencé à prendre des leçons de nô, son talent au kabuki en a souffert et qu'il a bientôt perdu de sa popularité au profit de Yoshizawa. Ce dernier prend alors le nom de guilde Tachibanaya ainsi que le surnom Tachibana « Gonshichi » en l'honneur de son protecteur et en remerciement de ses conseils.
Ayame se rend à Edo pour la première fois en 1690 et se produit au Morita-za et au Nakamura-za pendant trois ans. Il retourne brièvement à Edo en novembre 1695 se produit au Yamamura-za sous le nom de scène Yoshizawa Kikunojō. Lorsqu'il joue dans la région Kamigata (Kyoto et Osaka) cependant, c'est toujours sous le nom Ayame. La première fois qu'il revient d'Edo en 1693, il se produit pour la première fois aux côtés du tachiyaku Sakata Tōjūrō I, dans la première de la pièce Butsumo Mayasan Kaichō du célèbre dramaturge Chikamatsu Monzaemon. Ayame et Tōjūrō seront partenaires d'innombrables fois au cours de leurs carrières respectives.
Se produisant principalement à Kyoto, avec quelques brefs passages à Osaka, Ayame joue dans d'innombrables pièces de théâtre et devient très bien considéré dans le monde du théâtre de Kamigata. En 1711, il est classé goku-jō-jō-kichi (極上上吉) (extrême-supérieur-supérieur-excellent) dans le hyōbanki (publication régulière de classement et d'appréciation d'acteurs et de représentations) de Kyoto. Il obtient le même classement à Edo trois ans plus tard, un exploit rare étant donné que la plupart des acteurs ne connaissent pas le succès à la fois dans Kamigata et à Edo et que beaucoup ne se déplacent pas du tout entre les deux régions.
Après bien d'autres succès sur scène, Ayame décide en 1721 de devenir un tachiyaku. Il se produit dans les rôles masculins pendant deux ans mais n'y est pas populaire et redevient un onnagata en 1723. Plus tard cette même année, il quitte définitivement Kyoto pour s'installer à Osaka et paraît sur scène pour la dernière fois en 1728.

## Source de la traduction
- (en) Cet article est partiellement ou en totalité issu de l’article de Wikipédia en anglais intitulé « Yoshizawa Ayame I » (voir la liste des auteurs).